# Laurier LaPierre

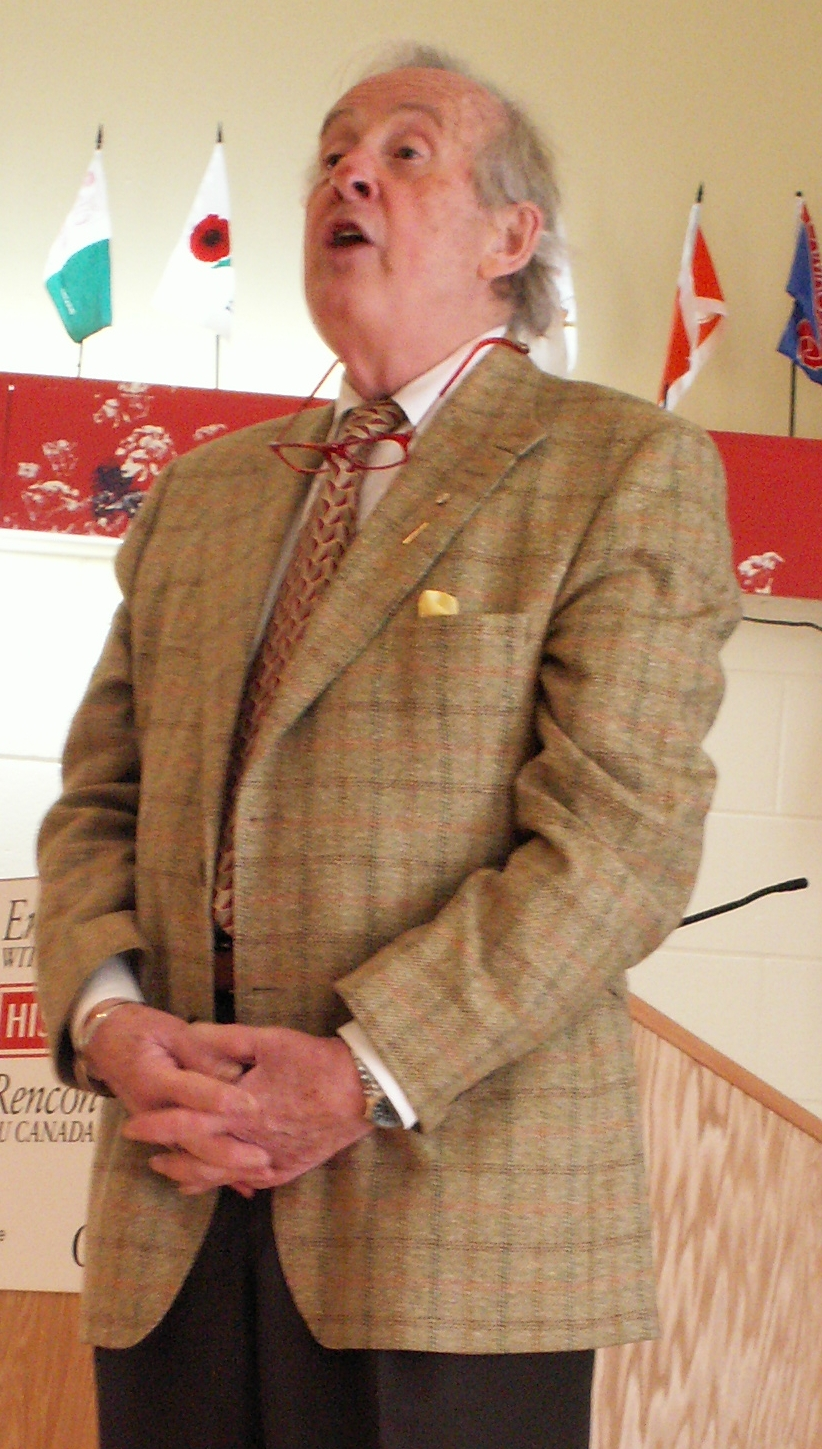
Laurier LaPierre (2008)

Laurier LaPierre (* 21. November 1929 in Lac-Mégantic, Québec; † 16. Dezember 2012 in Ottawa, Ontario) war ein kanadischer Politiker der Liberal Party of Canada, Autor und Fernsehmoderator.

## Leben
LaPierre studierte Geschichte an der University of Toronto. Er moderierte gemeinsam mit Patrick Watson die kanadische Fernsehshow This Hour Has Seven Days in den 1960ern. Nach dem Ende der Fernsehshow trat er für die kanadische Partei New Democratic Party als Kandidat bei den Parlamentswahlen 1968 an, in denen er verlor. In den folgenden Jahrzehnten arbeitete er wieder im kanadischen Fernsehen und schrieb als Autor mehrere Bücher. Für verschiedene Zeitungen wie The Financial Post, International Review, Canadian Forum und Encyclopædia Britannica schrieb er Artikel. In den 1980ern hatte er sein Coming-out. Er engagierte sich für die kanadische LGBT-Organisation EGALE Canada. Im Juni 2001 wurde er als Senator für den Kanadischen Senat ernannt, dem er bis November 2004 angehörte, als er die Altersgrenze von 75 Jahren erreichte.

## Bibliografie (Auswahl)
- Quebec: A Tale of Love
- Sir Wilfrid Laurier and the Romance of Canada
- 1759: The Battle for Canada
- Québec hier et aujourd'hui
- The Apprenticeship of Canada, 1876–1914

## Preise und Auszeichnungen (Auswahl)
- Officer des Order of Canada